# 피블의 모험 4
《피블의 모험 4》(영어: An American Tail: The Mystery of the Night Monster)는 2000년 개봉된 미국의 애니메이션 영화이다.